# Mercês (Curitiba)
Mercês é um bairro da cidade brasileira de Curitiba, Paraná, pertencente à regional da Matriz e onde se localiza a Torre da Telepar com o seu mirante, um dos pontos turísticos do bairro.

## Origem do nome
Mercês é uma palavra originária do latim e significa graça, benefício ou proteção. A escolha desta palavra para ser o nome do bairro vem da religiosidade de seus moradores. No século XX seus habitantes faziam procissões em devoção à Nossa Senhora das Mercês. No século XVIII o lugar era denominado de Quarteirão das Mercês ou Quarteirão da Senhora das Mercês, mas também abrangia parte do que hoje são os bairros Vista Alegre e Bigorrilho. 

## História
Por volta de 1920, chegaram ao bairro os frades capuchinos Frei Ricardo e Frei Timóteo, procedentes de Veneza, Itália. Com a chegada dos frades capuchinos a devoção à Nossa Senhora da Mercês aumentou. Em 28 de junho de 1926 começou a construção da Igreja das Mercês, terminada em 1929.

## Patrimônios históricos
No bairro Mercês esta localizado um dos patrimônios históricos da Paraná, que é a Casa de Cristiano Osternack.

## Dados estatísticos
| Dados (2000)                    | Dados (2000)                    | Mercês, Fonte | Cidade de Curitiba |
| Área verde (m²)                 | Área verde (m²)                 | 599.979,24    | 77.786.020,60      |
| Área verde por habitante (m²)   | Área verde por habitante (m²)   | 42,58         | 49,00              |
| Domicílios                      | Domicílios                      | 4.841         | 479.341            |
| Habitantes por domicílios       | Habitantes por domicílios       | 2,91          | 3,31               |
| Idade média da população (anos) | Idade média da população (anos) | 37,10         | 29,87              |
| População (homens)              | População (homens)              | 6.315         | 760.854            |
| População (mulheres)            | População (mulheres)            | 7.774         | 826.467            |
| Renda média (salários mínimos)  | Renda média (salários mínimos)  | 19,39         | 9,48               |

## Galeria de imagens

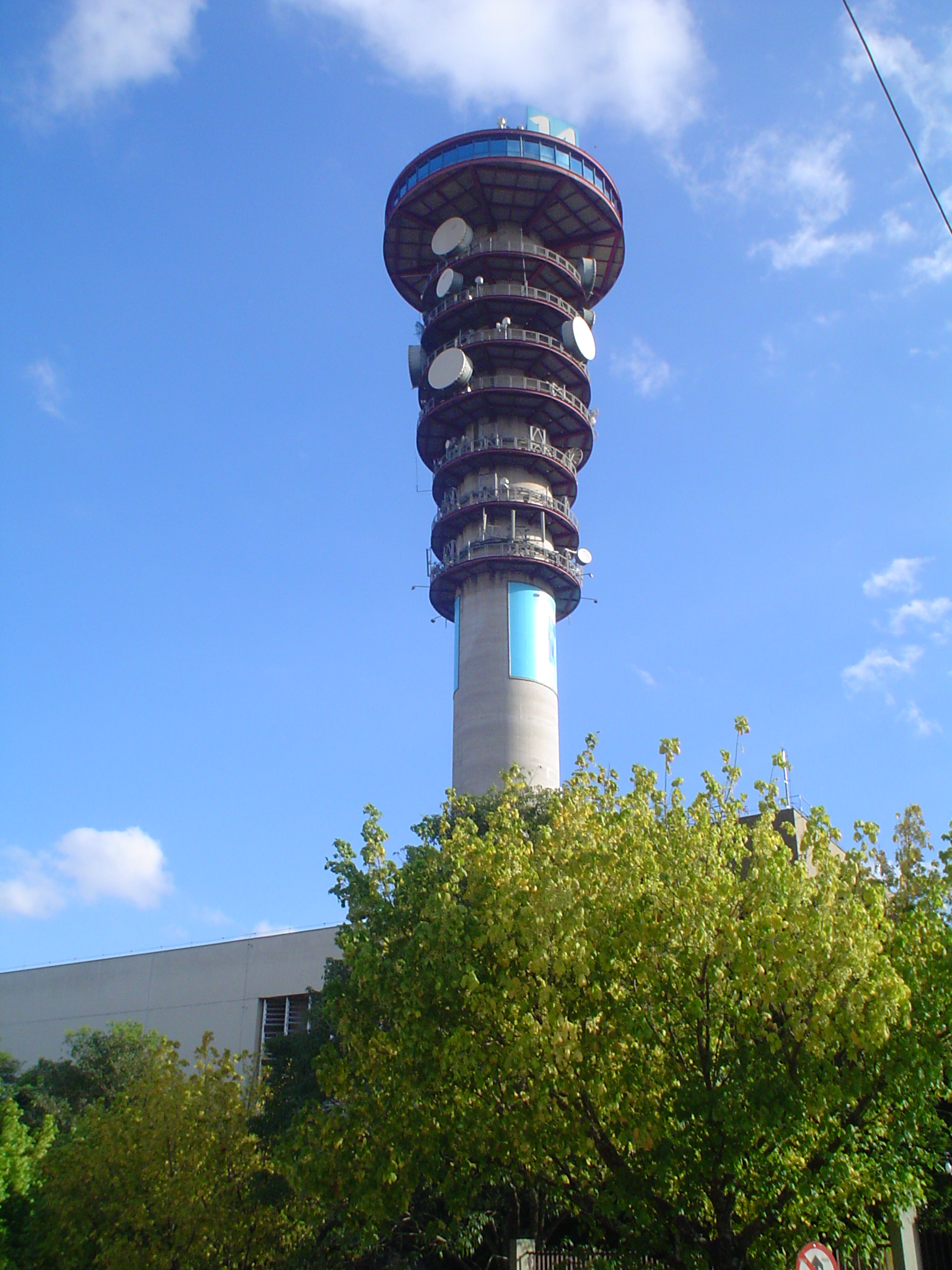
Fachada da Torre das Mercês
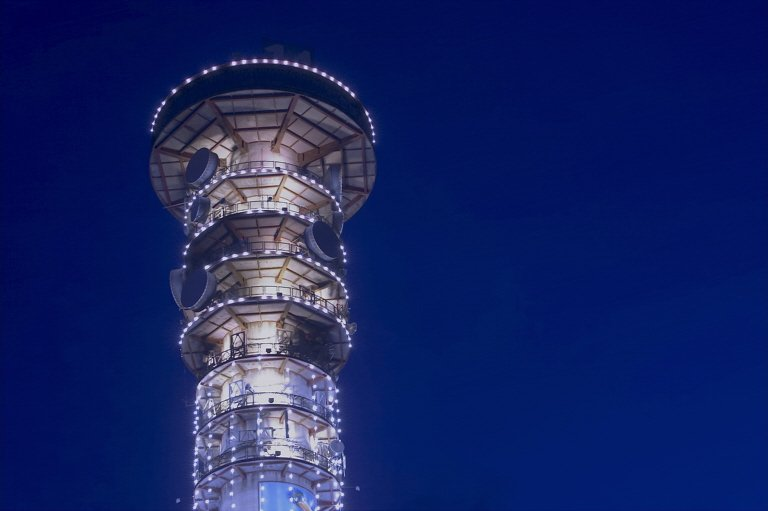
Torre à noite
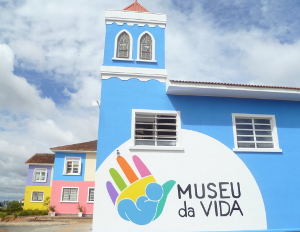
Fachada do Museu da Vida